# Никандер, Карл Август
Карл Август Никандер (швед. Karl August Nicander; 20 марта 1799, Стренгнес — 7 февраля 1839, Стокгольм) — шведский поэт-лирик, прозаик и переводчик.

## Биография

Карл Август Никандер

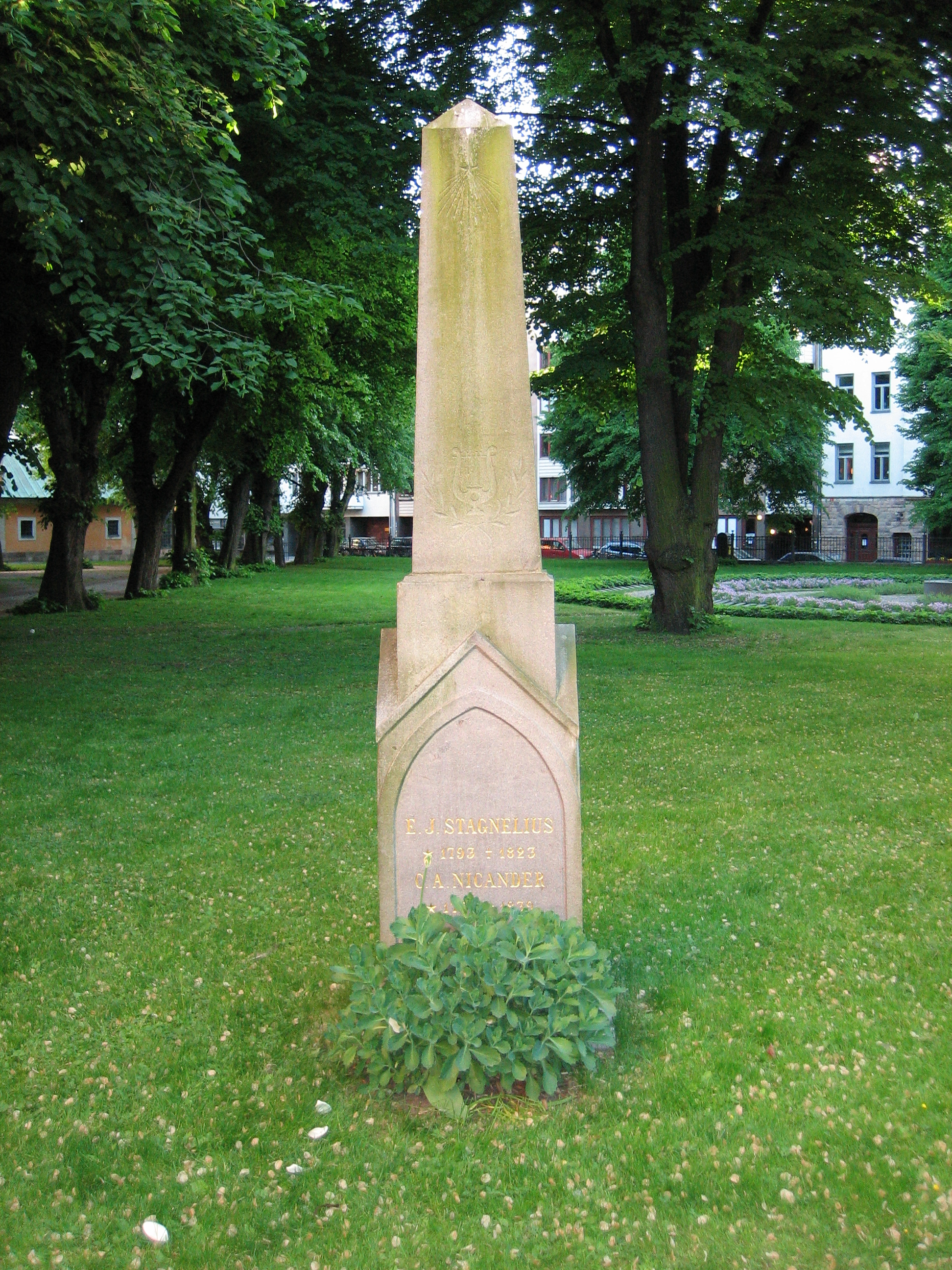
Памятник на могиле поэта в Стокгольме

С 1817 года обучался в университете Упсалы, получил диплом бакалавра. В 1824 защитил докторскую диссертацию по эстетике.
Работал в качестве переписчика и чиновника в военном ведомстве. Отказавшись от женитьбы, которая вынудила бы его заменить служение поэзии трудом землевладельца, К. Никандер жил исключительно литературным заработком, без всякой поддержки со стороны правительства, и только под конец жизни выбился из нужды.

## Творчество
Дебютировал в 1819 году. Автор нескольких сборников стихов.
Поэзия К. Никандера отличается не столько оригинальностью замысла, сколько теплотой, искренностью чувства и совершенством формы. Это особенно заметно в его первом крупном драматическом произведении: «Runesvärdet och den forste Riddaren» («Меч с рунами и первый рыцарь»). По основной мысли, это произведение, рисующее борьбу язычества с христианством, напоминает знаменитую трагедию А. Эленшлегера «Ярл Гакон». Недостаток драматического действия отчасти искупается мастерски выработанным и чрезвычайно поэтичным диалогом.
В остальных произведениях К. Никандера («Tassos Död», «Konung Enzio» и др.) заметно сильное тяготение к красотам юга. Из последних его трудов, кроме нескольких прекрасных переводов. В 1827 перевёл «Отелло» Шекспира для Шведского королевского театра.
В 1826 году был удостоен Гран-при Шведской академии за стихотворение «Tassos död», издал сборник стихов «Nya dikter» (1827).
Издал ряд рассказов под общим заглавием «Hesperider». Высоко ценится его роман из цикла «Konung Enzio».

## Избранные произведения
- Runesvärdet (1820)
- Fosterlandskänslan (1825)
- Dikter (1825)
- Markus Botzaris (1826)
- Tassos död (1826)
- Nya dikter (1827)
- Minnen från Södern (1831—1839)
- Hesperider (1838)
- Samlade dikter (1839—1841)